# Národná banka Slovenska
Národná banka Slovenska (NBS) är Slovakiens centralbank. Den grundades den 1 januari 1993 och har sitt säte i Bratislava. Sedan införandet av euron i Slovakien den 1 januari 2009 utgör NBS en del av Eurosystemet. Centralbankschef är Peter Kažimír.